# Claude André Deseine
Claude André Deseine fue un escultor francés sordomudo, nacido en el año 1740 en París y fallecido en 1823 en la misma ciudad. Era el hermano mayor del escultor Louis-Pierre Deseine.

## Datos biográficos
Deseine fue el mayor de ocho hermanos hijos de un artesano. Su padre falleció en 1777 y un tribunal dictaminó que Deseine "siendo sordo y mudo de nacimiento" podía controlar sus propios ingresos, pero mantener sus posesiones administradas por tutores. En 1778 ingresó en la Real Academia de Pintura y Escultura junto con su hermano menor y fueron alumnos de Augustin Pajou.
De ideales republicanos, el carácter exagerado de sus estudios de retrato han sido analizado por Michael Levey, en comparación con los de su hermano menor Louis-Pierre, radicalmente diferentes. Deseine frecuentó el Club de los Jacobinos, donde obtuvo un premio por su busto de Mirabeau en 1791, y vendió muchos bustos de otros diputados.
En la noche del 17 de febrero de 1793, Deseine fue reclutado por Danton y llevado al cementerio de Sainte-Catherine para desenterrar el cuerpo de Antoinette Gabrielle Danton, su esposa recientemente fallecida, y ejecutar un busto conmemorativo a partir de su máscara mortuoria.

## Obras
Entre las obras de Claude André Deseine se incluyen las siguientes:
- Retrato del embajador Mohamed Osman Khan (1788), busto, terracota, París, Museo del Louvre.
- Retrato del sobrino de Mohammed Osman Khan (1788), busto, terracota, París, Louvre.
- Retrato de Antoinette Gabrielle Charpentier (1793), busto, yeso patinado de bronce, Vizille, Museo de la Revolución francesa[nota 1]
- Napoleón sobre la roca de Santa Elena, grabado, Rueil-Malmaison, castillo de Malmaison y Bois-Préau[nota 2]
- Retrato de Mirabeau (1791), busto, yeso, Rennes, Museo de Bellas Artes.

Se le atribuye también un busto de Louis-François-Armand du Plessis, duque de Richelieu, mariscal de Francia que se conserva en el Castillo de Versalles.